# Aplidium gracile
Aplidium gracile är en sjöpungsart som beskrevs av Monniot 1983. Aplidium gracile ingår i släktet Aplidium och familjen klumpsjöpungar.
Artens utbredningsområde är Södra Ishavet. Inga underarter finns listade i Catalogue of Life.